# Энке, Эберхард
Эберхард Энке (нем. Eberhard Encke; 27 октября 1881, Берлин — 26 октября 1936, там же) — немецкий скульптор и медальер. Автор скульптуры Диоскуров для германского посольства в Санкт-Петербурге, уничтоженной в 1914 году.

## Биография
Эберхард Энке — сын скульптора Эрдмана Энке, учился в Мюнхенской академии художеств у Людвига фон Гертериха, в 1905—1906 годах работал в мастерской Вильгельма фон Рюмана, затем в образовательных целях отправился на два года в Рим. В 1908 году Энке вернулся в Берлин и до 1911 года обучался в мастерской скульптора Луи Тюайона. Неоднократно сотрудничал с архитектором Петером Беренсом.
Эберхард Энке умер в 1936 году, находясь на лечении в Бад-Наухайме и был похоронен на Старом кладбище в Ванзе.